# Марк Фослій Флакцінатор
Марк Фослій Флакцінатор (лат. Marcus Foslius Flaccinator; ? — після 314 до н. е.) — політичний, державний та військовий діяч Римської республіки, консул 318 року до н. е.

## Життєпис
Походив з патриціанського роду Фосліїв. Син Гая Фослія Флакцінатора та онук Марка Фослія Флакцінатора, великого понтифіка. Завдячуючи родинному впливу швидко зробив кар'єру.
У 320 році до н. е. диктатор Гай Меній призначив Марка Фослія своїм заступником — начальником кінноти. Вони займалися розслідуванням таємних змов у Капуї. Однак, після того як розслідування стосовно причетних до справи осіб завершилося, Гай Меній почав ініціювати справи проти знатних римських громадян. Проти диктатора і начальника кінноти були висунуті звинувачення в зловживанні повноваженнями, внаслідок чого Гай Меній, а потім і Марк Фослій залишили свої посади. Їх обох притягнули до суду, в ході якого вони блискуче виправдалися.
У 318 році до н. Й
е його обрано консулом разом з Луцієм Плавцієм Венноном. З перемінним успіхом воював проти самнітів.
У 314 році до н. е. диктатор Гай Меній знову призначив Фослія начальником кінноти. Подальша доля невідома. Втім можливо у 413 році до н. е. він також був начальником кінноти при диктаторові Гаї Петелії Лібоні Візолі.